# Сенгенидский взрыв
Сенгенидский взрыв 14 октября 1913 года — самая крупная авария в шахтах Великобритании, произошедшая у города Сенгенид, унёсшая жизни 439 человек.

## Историческая справка
Спрос на валлийский уголь перед Первой мировой войной был огромен, особенно от Королевского флота Великобритании, а также иностранных флотов. Добыча угля в британских угольных шахтах была на пике и, соответственно, случалось большое количество аварий.
Наиболее крупная из них произошла в руднике компании Universal Colliery. За 12 лет до этой катастрофы, 24 мая 1901 года, при аварии в той же самой шахте погиб 81 шахтёр.

## Ход событий
Взрыв произошел в 8 часов утра, в тот момент под землей находились 950 человек. Наиболее вероятной причиной взрыва метана в начале аварии считают искру в электрическом звонке для подачи сигналов. Взрыв метана поднял облако угольной пыли и стал причиной последующего её взрыва. Ударная волна от взрыва угольной пыли, в свою очередь, подняла ещё больше угольной пыли, и таким образом взрыв самоподпитывался. Шахтеры, не погибшие при взрыве, задохнулись от угарного газа и нехватки кислорода. Звук взрыва был слышен на расстоянии в 11 миль в Кардиффе. Спасатели работали в течение многих дней, чтобы поднять на поверхность тела погибших и раненых. Первые похороны прошли спустя три дня после аварии, но только в середине ноября все тела были извлечены из рудника и похоронены. Почти каждая семья в Сенгениде потеряла кого-нибудь в этой трагедии; около 1500 иждивенцев потеряли кормильцев.
Управляющий и владельцы шахты предстали перед судом, однако его решение разочаровало семьи погибших. Управляющий заплатил штраф 24 фунта стерлингов, все обвинения против владельцев отклонили. Шахта продолжала работать до 30 марта 1928 года, при её закрытии около 2500 человек потеряли работу.

## Память о трагедии
В 1981 году был установлен памятник погибшим.